# Robert Gober
Robert Gober (né le 12 septembre 1954) est un sculpteur américain. Son travail est souvent lié à des objets domestiques et familiers tels que des éviers, des portes et des pieds.

## Biographie

### Jeunesse
Gober nait en 1954 à Wallingford (Connecticut) ; il étudie la littérature puis les beaux-arts au Middlebury College dans le Vermont et à la Tyler School of Art de Rome. Il s'installe à New York en 1976 et gagne d'abord sa vie comme charpentier, fabriquant des châssis pour les artistes et rénovant des lofts. Il travaille également comme assistant de l'artiste peintre et sculptrice Elizabeth Murray pendant cinq ans.

### Maturité
Le travail de Robert Gober est souvent lié à des objets domestiques et familiers tels que des éviers, des portes et des pieds, et a pour thèmes la nature, la sexualité, la religion et la politique. Ses sculptures sont méticuleusement fabriquées à la main, même lorsqu'elles semblent n'être qu'une variante d'un évier commun. Bien qu'il soit surtout connu pour ses sculptures, Robert Gober a également réalisé des photographies, des estampes, des dessins et a organisé des expositions.
En 1982-83, Gober crée Slides of a Changing Painting, composé de 89 images de peintures réalisées sur un petit morceau de contreplaqué dans la devanture de son atelier dans l'East Village ; il fait une diapositive de chaque motif, puis gratte la peinture et recommence. Il produit au milieu des années 1980, l'une de ses séries les plus connues de plus de 50 lavabos de plus en plus excentriques, faits de plâtre, de bois, de lattes métalliques et recouverts de couches d'émail semi-brillant.
En 1989, Gober coule de la cire d'abeille dans des sculptures de jambes d'hommes, complétées non seulement par des chaussures et des jambes de pantalon, mais aussi par des cheveux humains insérés dans la cire d'abeille.
Lors de la Whitney Biennial de 2012, Gober organise une salle des peintures et des documents d'archives de Forrest Bess traitant de l'exploration de l'hermaphrodisme par l'artiste. Il organise également « Heat Waves in a Swamp: The Paintings of Charles Burchfield » au musée Hammer de Los Angeles en 2009, qui voyage au Burchfield Penney Art Center de Buffalo et au Whitney Museum of American Art de New York en 2010.

### Pendant l'épidémie de sida
Pendant l'épidémie de sida dans les années 1980, Robert Gober, avec d'autres artistes, utilise l'art pour soutenir la AIDS Coalition to Unleash Power (ACT UP), un groupe important de personnes exaspérées par le manque d'action du gouvernement et des scientifiques pour arrêter la propagation du sida et trouver un remède. Quelques artistes, dont Gober, organisent une vente aux enchères d'art pour aider à collecter des fonds pour faire un don à ACT UP. Seul Untitled (Leg) (1989-1990) de Gober est vendu à un prix très élevé, ce qui contribue à prouver au public que l'art peut servir à faire entendre la voix du peuple, à se battre pour une cause qui tient à la communauté, et que l'art n'est pas seulement une marchandise, ni uniquement pour le plaisir,. Les sculptures de Robert Gober dépeignent un aspect différent de la façon dont l'art est vu ; il utilise ses sculptures pour envoyer un message fort aux spectateurs.

## Expositions
En 1984, la Paula Cooper Gallery de New York accueille la première exposition personnelle de Gober. L'Art Institute of Chicago présente la première exposition de l'artiste dans un musée en 1988. Des expositions de son travail ont depuis eu lieu en Europe et en Amérique du Nord. Robert Gober représente les États-Unis à la Biennale de Venise en 2001 et a plusieurs expositions individuelles dans les musées, notamment au Musée d'Art contemporain de Los Angeles, au Jeu de paume de Paris et à la Dia Art Foundation de New York[réf. nécessaire].
Son travail a également été inclus dans cinq Whitney Biennial, dont celle de 2000 avec Sarah Sze, Doug Aitken, Cai Guo-Qiang, Louise Lawler et Richard Tuttle[réf. nécessaire].
En 2007, une exposition rétrospective de son travail a lieu au Schaulager de Bâle. L'exposition est accompagnée d'un livre complet de ses sculptures intitulé Robert Gober. Sculptures et installations 1979-2007.
Gober participe à l'exposition collective Lifelike au Walker Art Center en 2012.
D'octobre 2014 à janvier 2015, le Museum of Modern Art de New York présente Robert Gober: The Heart Is Not a Metaphor, une rétrospective de 40 ans de son travail comprenant environ 130 sculptures, peintures, dessins, estampes et photographies. Cette exposition est sa première exposition à grande échelle aux États-Unis. Elle s'accompagne également d'un catalogue d'exposition du même nom comprenant des essais de Hilton Als, Ann Temkin et Christian Scheidemann, ainsi que sa chronologie par Claudia Carson et Paulina Pobocha.
Gober crée une installation permanente de trois niveaux dans la Haunted House de la Fondation Prada de Milan, qui a ouvert ses portes en mai 2015[réf. nécessaire]. À l'automne 2016, deux nouvelles sculptures de Gober sont présentées dans l'exposition Artangel à la prison de Reading (Royaume-Uni). À l'automne 2018, Glenstone à Potomac (Maryland) a ouvert un pavillon à long terme de son travail.
Untitled (1991, Collection Pinault) est exposé dans le cadre de l'exposition Les Choses. Une histoire de la nature morte au musée du Louvre du 12 octobre 2022 au 23 janvier 2023, parmi les œuvres de l'espace nommé « Choses humaines ».
Il est représenté par la Matthew Marks Gallery.

## Style
La poétique associée aux œuvres de Rober Gober se concentre généralement sur deux domaines, le surréaliste et le spirituel. Pour Roberta Smith : « L'artisanat presque dévotionnel imprègne les objets communs d'une gravité peu commune, ainsi que le sentiment d'énergie, de croissance et de vulnérabilité qui définit les corps réels. » ; pour Craig Golson : « Il joue avec la tension entre les formes stérilisées et les fortes connotations émotionnelles et physiques que nous leur attachons. » ; pour Peter Schjeldahl, ses œuvres représentent « La guerre humaine quotidienne contre la saleté », à la fois littéralement et symboliquement. Pour David Carrier : « Être purifié, c'est devenir pur, physiquement et aussi spirituellement. », « Un bon moyen d'alléger le poids de nos pensées est de les plonger dans l'eau ; ça marche pour certains cas de schizophrénie -comme celle de notre société- » selon Luis Alberto Mejia Clavijo. Pour Jason Farago, dans certains cas, les toilettes représentent à la fois l'approche cyclique pour être plus propre mais l'impossibilité d'être totalement pur : « L'évier n'a toujours pas d'eau, et le passé ne sera jamais lavé. »
Gober a lui-même ouvert plusieurs pistes d'interprétation de ses fragments anatomiques, souvent très différentes, sans jamais trancher. En 1991, en pleine épidémie du sida, l'image saisissante d'un morceau de corps tombé au sol, et comme abandonné, rappelle obligatoirement ce désastre, dont l'artiste est le témoin engagé. Dès 1989, il parle du triomphe de la mort sur sa génération et du besoin de trouver les moyens de l'exprimer. Ces fragments de corps peuvent suggérer l'effondrement du corps dans la maladie, sa fragilité, son rejet, et sa disparition. Ils confrontent le spectateur à cette réalité, à la peur, et aux morts, dont Gober a voulu qu'on accueille la présence dérangeante et qu'on veille le souvenir.

## Vie privée
Gober vit avec son partenaire, le peintre Donald Moffett. Ils résident à New York et dans le Maine.
Gober a siégé au conseil d'administration de la Foundation for Contemporary Arts (FCA), ainsi qu'au conseil d'administration de l'Institut Hetrick-Martin.

## Honneurs
En 2013, le musée Hammer honore Gober avec le dramaturge Tony Kushner lors de son 11e gala annuel dans le jardin, Gober étant présenté par son collègue artiste Charles Ray. Il reçoit le prix de la Fondation Larry Aldrich en 1996, la médaille Skowhegan pour la sculpture en 1999 et la médaille Archives of American Art en 2015. Il est membre de l'Académie américaine des arts et des lettres, ainsi que membre de l'Académie américaine des arts et des sciences.

## Œuvres dans les collections publiques
- Double Sink (1984), Art Institute of Chicago[27]
- Untitled (Sink) (1984), Rubell Museum, Miami[28]
- The Slanted Sink (1985), National Gallery of Art, Washington[29]
- Single Basin Sink (1985), musée d'Art du comté de Los Angeles[30]
- The Subconscious Sink (1985), Walker Art Center, Minneapolis[31]
- Three Parts of an X (1985), Hirshhorn Museum and Sculpture Garden, Smithsonian Institution, Washington[32]
- Two Urinals (1986), Glenstone, Potomac (Maryland)[33]
- Two Partially Buried Sinks (1986-1987), Glenstone, Potomac (Maryland)[33]
- Untitled Door and Door Frame (1986-1987), Walker Art Center, Minneapolis[34]
- Untitled Closet (1989), Glenstone, Potomac (Maryland)[33]
- Untitled Leg (1989-1990), Museum of Modern Art, New York[35]
- Drains (1990), Tate, Londres[36]
- Untitled (1990), Hirshhorn Museum and Sculpture Garden, Smithsonian Institution, Washington[37]
- Untitled (1990), San Francisco Museum of Modern Art[38]
- Untitled (1991), Museum of Modern Art, New York[39]
- Prison Window (1992), Museum of Modern Art, New York[40]
- Untitled (1992), Glenstone, Potomac (Maryland)[33]
- Short Haired Cheese (1992-1993), Metropolitan Museum of Art, New York[41]
- Untitled (1993-1994), Crystal Bridges Museum of American Art, Bentonville[42]; and Whitney Museum, New York[43]
- Man Coming Out Of The Woman (1994-1995), Musée d'art contemporain de Lyon[44]
- Untitled (2000-2001), Art Institute of Chicago[45]
- Untitled (2003), Hirshhorn Museum and Sculpture Garden, Smithsonian Institution, Washington[46]
- Untitled (2003-2005), Museum of Modern Art, New York[47]
- Untitled (2006-2007), musée National d'Art Moderne, Paris[48]
- Heart in a Box (2014-2015), Whitney Museum, New York[49]